# Nicola Maria Nicolai
Nicola Maria Nicolai (Roma, 14 settembre 1756 – Roma, 18 gennaio 1833) è stato un letterato, archeologo ed economista italiano.

## Biografia

Ragioni di restituire le acque veline al canale Paolino (1783)

Nicolai fu un erudito prelato con numerosi interessi.
Prelato votante nel Tribunale della Segnatura di Grazia, fu commissario generale della Camera apostolica per circa mezzo secolo. Fu inoltre presidente della Pontificia accademia romana di archeologia dal 1817 alla sua morte e presidente dell'Accademia dei Lincei.
Da economista, studiò una riforma tributaria dello Stato pontificio: in questo campo, tra le sue principali opere si possono ricordare la ristrutturazione del porto di Civitavecchia e l'introduzione dell'eucalipto nelle bonifiche delle zone paludose.
Infine, progettò una Storia de' luoghi una volta abitati nell'Agro Romano alla quale chiamò a collaborare Antonio Coppi per la raccolta di memorie e dei documenti necessari per la stesura; l'opera non fu tuttavia portata a termine e gran parte del materiale fu disperso.

## Opere
- De' bonificamenti delle Terre Pontine libri 4. Opera storica, critica, legale, economica, idrostatica: compilata da Nicola Maria Nicolaj. Roma: nella stamperia Pagliarini, 1800
- Memorie, leggi e osservazioni sulle campagne e sull'annona di Roma, opera di Nicola Maria Nicolaj. (Parte I: Del catasto annonario, delle tenute della campagna romana sotto Pio VI con note storico-antiquarie (on-line); Parte II: Del catasto daziale sotto Pio VII, e delle leggi annonarie; Parte III: Osservazioni storiche economiche dai primi tempi fino al presente con appendice delle operazioni agrarie e biblioteca Georgica). Roma: nella stamperia Pagliarini, 1803
- Della Basilica di San Paolo. Roma: Nella Stamperia de Romanis, 1815 (on-line)
- Sulla presidenza delle strade ed acque e sua giurisdizione economica opera di Niccola Maria Nicolai divisa in due tomi contenente il testo delle relative leggi, regolamenti, istruzioni, e dettagli di esecuzione ec. Con indice de' capitoli, e delle materie. 2 voll. Roma: nella Stamperia della Rev. Camera Apostolica, 1829
- Per l'apertura della Pontificia accademia romana di archeologia nell'Archiginnasio della Sapienza discorso sulla utilità delli studii archeologici per le scienze sagre e profane detto da sua eccellenza reverendissima monsignor Nicola Maria Nicolai presidente nell'adunanza de' 12 gennaio 1832. Roma, 1832
- "Storia della Basilica di san Paolo, di Mons. Nicola Maria Nicolai". In Opuscoli di Gio. Battista Vermiglioli: ora insieme raccolti con quattro decadi di lettere inedite di alcuni celebri letterati Italiani, defonti nel secolo XIX, Volume 1 di Opuscoli di Gio. Battista Vermiglioli: ora insieme raccolti con quattro decadi di lettere inedite di alcuni celebri letterati Italiani, defonti nel secolo XIX, Giovanni Battista Vermiglioli. Roma: Bartelli e Costantini, 1825, pp. 145–162 (on-line)
- Ragioni di restituire le acque veline al canale Paolino per le communità danneggiate dalla nera con i Rietini, In Roma, per i Lazzarini, 1783.